# Noord-Atlantische vochtige gemengde bossen
De Noord-Atlantische vochtige gemengde bossen (Engels: North Atlantic moist mixed forests) vormen een ecoregio in Noordwest-Europa. De regio bestaat uit bossen en heide op de westelijke en noordelijke kusten van Ierland, Schotland en de naburige eilanden. De ecoregio is onderdeel van de WNF-bioom gematigd loofbos of gemengd bos.

## Locatie
De Noord-Atlantische vochtige gemengde bossen komen voor langs de westelijke en noordelijke kusten van Ierland, Schotland, beginnend in zuidwest Ierland tot aan de noordkust van Schotland. De ecoregio omvat ook de naburige eilandengroepen: Hebriden, Shetlandeilanden, Orkneyeilanden en Faeroereilanden.

## Flora
Natuurlijk voorkomende plantengemeenschappen omvatten:
- Hemiboreale dennenbossen, voornamelijk van grove den (Pinus sylvestris) met bladverliezende loofbomen.
- Atlantische dwergstruikheide, bestaande uit lage struiken, grassen, kruiden en mossen. Droge heide wordt gekenmerkt door struikhei (Calluna vulgaris), rode dophei (Erica cinerea), gewone dophei (Erica tetralix) en blauwe bosbes (Vaccinium myrtillus). Natte heide wordt gekenmerkt door de struiken struikhei en wilde gagel (Myrica gale), het gras veenbies (Trichophorum cespitosum) en pijpenstrootje (Molinia caerulea).
- Ombrotroof veen in het noorden van centraal Schotland.

## Fauna
- Das
- Edelhert
- Kerkuil
- Ree
- Rode vos

## Bedreigingen
De bossen in het westen van Schotland en Ierland hebben een aanzienlijk habitatverlies en schade geleden door ontbossing en de jacht op de eens zo overvloedige wilde dieren. Dieren zoals de wolf, het everzwijn, de bruine beer, de Europese bizon, de Euraziatische lynx, de tarpan en de steenarend leefden vroeger in de bossen, maar door overbejaging en buitensporige houtwinning hebben de dieren hun habitat verloren. De ecoregio Noord-Atlantische vochtige gemengde bossen is door het Wereld Natuur Fonds geclassificeerd als kritiek/bedreigd.

## Beschermde gebieden
De beschermde gebieden in de ecoregio omvatten onder andere:
- Caithness and Sutherland Peatlands Special Protection Area (1453,13 km²), Schotland
- Lewis Peatlands (589,84 km²), Schotland
- Stack's to Mullaghareirk Mountains, West Limerick Hills and Mount Eagle Special Protection Area (556 km²), Ierland
- Nationaal Park Glenveagh (334,46 km²), Ierland

## Prehistorie
De ecoregio is relatief jong wat betreft menselijke bewoning, als gevolg van de glaciaal van de meest recente ijstijd, minder dan 10.000 jaar geleden. Mesolithische volkeren waren rond 9000 tot 8000 jaar geleden zeker aanwezig in het huidige Ierse deel van de ecoregio, evenals iets later in de West-Schotse gebieden van de Noord-Atlantische vochtige gemengde bossen. De neolithische landbouw volgde, toen de graanteelttechnologieën zich ontwikkelden, samen met voortschrijdende vormen van veeteelt, samen met het verschijnen van enkele van de vroege neolithische en bronstijd archeologische monumentale sites in de regio, waaronder steencirkels.